# كارولاينا بارا
كارولاينا بارا (بالبرتغالية: Carolina Parra‏) هي عازفة قيثارة برازيلية، ولدت في 16 نوفمبر 1978 في ساو باولو في البرازيل.

## وصلات خارجية
- كارولاينا بارا على موقع ميوزك برينز (الإنجليزية)
- كارولاينا بارا على موقع ديسكوغز (الإنجليزية)